# Ghazwan Lazkani
Ghazwan Lazkani Munla Badawi (ur. 22 września 1982) – syryjski zapaśnik walczący w stylu wolnym. Zajął 37 na mistrzostwach świata w 2011. Siódmy na igrzyskach azjatyckich w 2006; dziesiąty w 2014 i jedenasty w 2010. Siódmy na mistrzostwach Azji w 2007 i 2009. Brązowy medalista igrzysk śródziemnomorskich w 2009. Wicemistrz mistrzostw Arabskich z 2010. Srebrny medalista mistrzostw śródziemnomorskich w 2010 i brązowy w 2014 roku.